# Jiangdu
Jiangdu is een stad in de provincie Jiangsu van China. Jiangdu telde bij de census van 2010 ruim 1 miljoen inwoners.
De stad is sinds november 2011 een district binnen de stadsprefectuur Yangzhou. Daarvoor had de stad de status van stadsarrondissement. Jiangdu ligt aan de noordelijke linkeroever van de  Yangtze in het westen grenzend aan het centrum van Yangzhou, in het oosten aan de stadsprefectuur Taizhou.